# The Mescaleros
The Mescaleros est un groupe de punk rock britannique. Il est formé par Joe Strummer et Antony Genn en 1999, qui réalisa 3 albums avant la mort de Strummer en 2002.
La plupart des membres du groupe étaient multi-instrumentistes. Le groupe original est composé de Joe Strummer à la guitare et au chant, Antony Genn à la guitare, Scott Shields à la basse, Martin Slattery au clavier et à la guitare (aussi bien qu'à la flûte et au saxophone sur certains titres) Pablo Cook sur divers instruments de percussion, et Smiley (alias Steve Barnard) à la batterie. Richard Flack apparait aussi pour divers effets et instruments.

## Biographie

### Débuts (1999–2001)
Le groupe commence par la coopération de Joe Strummer avec Pablo Cook et Richard Norris. Ils s'associèrent d'abord pour écrire la bande originale de deux courts métrages, Tunnel of Love et Question of Honour. La chanson Yalla Yalla fut à l'origine écrite par ce trio et arrangée par Antony Genn. Une fois que Genn intégra l'équipe, une nouvelle chanson Techno D-Day est enregistrée, ce qui poussa Joe Strummer, sur la demande de Genn, à se mettre à l'enregistrement d'un nouveau disque. Le batteur original, Ged Lynch, quitta le groupe avant la fin de l'enregistrement de leur premier album Rock Art and the X-Ray Style. C'est Steve « Smiley » Barnard, ancien batteur de Robbie Williams, qui le remplaça pour finir le travail.
Scott Shields et Martin Slattery sont engagés grâce à des connaissances du groupe.  Slattery était déjà apparu sur l'album de Robbie Williams Life Thru a Lens, et Scott Shields était un ami de Slattery. Dans le groupe initial, seul Smiley jouait l'instrument qu'il connaissait le mieux. Genn, bien que bon guitariste, n'avait pas la capacité suffisante pour être à la guitare solo, voilà pourquoi Slattery intégra le groupe. Cependant, il dut passer aux instruments à vent et au clavier, dont sa facilité naturelle avec presque tous les instruments le lui permettait. Shields à l'origine batteur, fut enrôlé pour jouer de la basse et ensuite de la guitare.
Le premier concert des Mescaleros est organisé à Sheffield, la ville natale d'Genn, au Leadmill le 5 juin 1999. Ils tournent intensivement les six mois qui suivirent, au festival de Glastonbury, aux États-Unis ou en Europe. Tymon Dogg, un vieil ami de Joe Strummer, se joint le groupe en 2000 pour jouer du violon et de la guitare espagnole. Parmi les membres honoraires des Mescaleros, on compte aussi John Blackburn et Jimmy Hogarth, qui jouent tous les deux de la basse en remplacement de Scott Shields pour la tournée de 2000 en première partie de The Who, qui fait également la première tournée de Tymon Dogg avec le groupe. Le groupe fait quelques apparitions notables dans Late Show with David Letterman, Late Night with Conan O'Brien, aussi bien que lors du Hootenany Festival à l'été 2001. À la suite du départ de Genn et Smiley, Scott Shields passa à la guitare, Simon Stafford intégra la formation pour jouer de la basse, et Luke Bullen de la batterie. Pablo Cook part en août 2001 pour rejoindre Moby.
À la suite de la sortie de Global a Go-Go, Joe Strummer and the Mescaleros effectuent une tournée de 21 dates en Amérique du Nord, Grande-Bretagne, et en Irlande. Ces concerts reprenaient le répertoire des Clash (London Calling, Rudie Can't Fail), aussi bien que des tubes reggae (The Harder They Come, A Message to You, Rudie) et terminaient régulièrement le show par un clin d'œil au défunt Joey Ramone en jouant Blitzkrieg Bop des Ramones. Le groupe signe avec le label punk californien Hellcat Records, et réalise trois albums. Après la sortie du premier, Rock Art and the X-Ray Style, ils tournèrent en Angleterre et en Amérique du Nord, avec des sets reprenant les tubes favoris des fans des Clash. Musicalement, les Mescaleros continuent le genre éclectique qui fait le succès de Strummer durant l'époque des Clash. Des sonorités reggae, jazz, funk, hip-hop, country et bien sûr punk rock peuvent être trouvées dans leurs trois disques.

### Dernier concert et séparation (2002)
Le tout dernier concert de Joe Strummer and the Mescaleros se joua à Liverpool, le 22 novembre 2002. Ce spectacle est souvent oublié cependant au détriment de celui donné le 16 novembre 2002 au Acton Town Hall, à l’ouest de Londres. Dans ce concert, au profit des pompiers en grève, Mick Jones retrouve Joe Strummer sur scène pour la première fois en près de 20 ans, pour la chanson légendaire des Clash Bankrobber. Ils remettent ça sur White Riot et London's Burning. The Last Night London Burned, un ouvrage de 64 pages écrit par George Binette, montrant des images de Joe Strummer et Mick Jones, et un film de 26 minutes de Gregg McDonald et Alan Miles, sont diffusés à leur concert à Londres de Joe Strummer and the Mescaleros. À la fin de cette tournée, le groupe retourne directement en studio. Mais Joe Strummer mourut d'une crise cardiaque le 22 décembre 2002 en revenant chez lui après avoir promené ses chiens.
Le dernier album du groupe, Streetcore, sort de façon posthume le 20 octobre 2003. Le groupe est le sujet d'un documentaire de Dick Rude intitulé Let's Rock Again! qui sortira en DVD le 27 juin 2006. En 2013, Mick Jones confirme l'écriture de nouvelles chansons. Jones explique assumer ces nouvelles chansons et qu'un nouvel album des Mescaleros sera publié ; cependant, des mois après, Strummer sera informé que ces nouvelles chansons seront incluses dans le nouvel album des Clash.

## Membres
- Martin Slattery - guitare solo, claviers, saxophone, flûte
- Scott Shields - guitare, guitare basse
- Antony Genn - guitare (1999-2000)
- Simon Stafford - guitare basse, trombone (2001-2002)
- Tymon Dogg - violon, guitare espagnole, claviers (2000-2002)
- John Blackburn - guitare basse (2000)
- Jimmy Hogarth - guitare basse (2000)
- Pablo Cook - percussions (1999-2001)
- Luke Bullen - batterie (2001-2002)
- Steve « Smiley » Barnard - batterie (1999-2000)

## Discographie
- 1999 : Rock Art and the X-Ray Style
- 2001 : Global a Go-Go
- 2003 : Streetcore
- 2012 : Live at Acton Town Hall

## DVD
- Viva Joe Strummer - réalisé par M.Parkinson
- Let's Rock Again! - réalisé par Dick Rude
- Later with Jools Holland: Legends
- Hootenanny DVD
- Give 'Em The Boot
- Glastonbury The Movie
- Joe Strummer - The Future is Unwritten - réalisé par Julien Temple

Le titre Mondo Bongo par Joe Strummer and the Mescaleros fait partie de la B.o de Mr & Mrs Smith (2005) avec Brad Pitt et Angelina Jolie.